# Warhammer: Mark of Chaos
Bei Warhammer: Mark of Chaos handelt es sich um ein Computerspiel aus dem Genre der Echtzeit-Strategiespiele, welches am 24. November 2006 veröffentlicht wurde. Es spielt in einer fiktiven, mittelalterlichen Fantasiewelt, dem Warhammer-Fantasy-Universum von Games Workshop, in dem unter anderen Elfen, Orks, Zwergen und andere Fabelwesen existieren.
Am 16. Mai 2008 folgte ein Add-on namens Warhammer: Mark of Chaos – Battle March, am 2. September 2008 eine angepasste Version des Grundspiels inklusive Add-on mit dem Titel Warhammer: Battle March für Xbox 360.

## Beschreibung
Das Spiel setzt sich von anderen Spielen des Echtzeit-Strategiespiel-Genres dadurch ab, dass es versucht, das beliebte Warhammer-Tabletop so unverfälscht wie möglich umzusetzen. In dem vorbildgebenden Warhammer-Fantasy-Tabletop geht es für den Spieler auch darum, sich eigene Kampfeinheiten zusammenzustellen und diese zu bemalen, um so eine individuelle Armee zu erhalten. Das Tabletopspiel besteht also aus zwei Faktoren: dem Sammeln und Bemalen sowie dem Spielen, also dem Einsatz der Figuren. Das Videospiel versucht, diese beiden Faktoren ebenfalls umzusetzen, und stellt damit eine mögliche Alternative zum sehr kostenintensiven Tabletopspiel dar.
Seit dem 17. Mai 2008 ist das Add-on Battle March erhältlich. Im Gegensatz zum Hauptprogramm lässt es sich auf 64-Bit-Betriebssystemen aber nur mit einem Trick installieren.

„Wie es sich für die Warhammer-Welt gehört, konzentriert sich Warhammer: Mark of Chaos vor allem auf das Schlachtfeld und bietet ein Echtzeit-Kampfsystem, das dem Spieler eine nie dagewesene Individualisierung und Kontrolle über seine Armee ermöglicht.
Nach einer brutalen Chaos-Invasion entbrennt eine epische Schlacht, in der vier voll spielbare Armeen (Imperium, Chaos, Skaven und Hochelfen) sowie zusätzliche steuerbare Rassen (Orks, Zwerge, Vampirgrafen und Goblins) auf einem gewaltigen Schlachtfeld aufeinander prallen.“

## Spielmechanik
Das Spiel soll laut den Entwicklern einen „Schwerpunkt auf die (sic!) Armeen und das (sic!!) Gefecht haben, nicht auf dem häufig langwierigen und nervtötendem (sic!!!) Basis- und Ressourcenmanagement“. Die Spielmechanik modelliert deshalb vor allem das Schlachtfeld und Gefechtstaktik, auf typische RTS-Spielaspekte wie Basenbau, Ressourcensammeln oder Einheitenproduktion wird bewusst verzichtet.
Der Grundtruppentyp, den der Spieler steuert, ist eine Einheitengruppe, welche je nach Typ aus 1 bis 96 Individuen besteht. Das Kontrollsystem ähnelt der Total-War- und Dawn-of-War-Serie, in welchen der Einheit als ganzer die Befehle gegeben werden. Neben einfachen Befehlen wie „Bewegung“, „Angriff“, „Rückzug“ können Formationsbefehle gegeben werden, welche je nach Situation Vor- oder Nachteile bei Marschgeschwindigkeit oder Verteidigung gegen spezifische Attacken bieten. Die Einheiten werden im Verlauf der Gefechte erfahrener und erhalten dadurch bessere Eigenschaften und eine vergrößerte Einheitenanzahl. Das Ziel jeden Gefechts ist das Besiegen der gegnerischen Armee entweder durch vollständige Vernichtung oder durch das Brechen der Moral der Gegner, um sie zur Flucht zu bewegen. Die Gefechte werden in verschiedenen Landschaften und Umgebungen ausgetragen, manches Gelände bietet Boni oder Mali für gewisse Einheiten. Einheiten besitzen eine Moral, welche zusammenbrechen kann und dann zu einer panikartigen Flucht führt, außerdem besitzen sie eine Ausdauer, deren Erschöpfung zu einer schwächeren Verteidigungsfähigkeit und geringeren Bewegungsgeschwindigkeit führt.
Zusätzlich zu den Standardeinheiten existieren spezielle Heldeneinheiten, Individuen, welche besonders mächtig sind. Auch können diese mit zusätzlichen Gegenständen wie Waffen, Rüstungen und anderem Accessoire ausgerüstet werden, auch sind sie in der Lage Fähigkeiten anzuwenden und zu erlernen. Helden werden im Kampf ebenfalls erfahrener und erringen dadurch Erfahrungsstufen, die dann zum Erlernen von Kampffähigkeiten verwendet werden können. Auch können die Helden Einheiten angegliedert werden, denen sie dann einen Bonus auf ihre Moral und andere Fähigkeiten geben. Helden können andere Helden zu Duellen herausfordern; die Einheiten der Fraktion des unterlegenen Helden erfahren einen großen Moralverlust.
Eine weitere Besonderheit gegenüber anderen RTS-Spielen ist die konsequente und realistische Modellierung ballistischer Waffen wie Artilleriegeschützen. Sie besitzen eine große Reichweite, aber auch Streuung und schädigen bei Einschlag sowohl Freund- wie Feindeinheiten gleichermaßen. Da Rüstungen kaum Schutz dagegen bieten, kann ein Volltreffer einen großen Teil einer Einheit auslöschen. Der geschickte Einsatz von Artillerie ist daher eine Herausforderung für den Spieler, kann jedoch z. B. bei Belagerungen oder bei zahlenmäßiger Überlegenheit des Gegners der Schlüssel zum Erfolg sein.

## Entwicklungsgeschichte
Die Entwicklung des Spiels wurde vom japanischen Publisher Namco Bandai Games an den ungarischen Spieleentwickler Black Hole Entertainment vergeben, nachdem diese durch ihre vorherige Arbeit Armies of Exigo hatten überzeugen können.
Es gab die Verkaufsbox in zwei Versionen: mit einem Kampfpriester des Imperiums und einen Chaos-Champion abbildend. Neben der regulären Version von Mark of Chaos ist auch eine Collector’s Edition erschienen. Diese enthält einen Roman, ein kleines Banner samt Halter, ein Poster, ein Artbook sowie den Soundtrack. Neben dem Videospiel gibt es auch Bücher zur selben Thematik.

## Soundtrack
Das Spiel besitzt einen orchestralen Soundtrack von Jeremy Soule. Der Soundtrack ist als Audio-CD der Collectors Edition Box beigefügt oder als Download auf Soules Webseite verfügbar.

## Rezeption
Das Spiel erhielt gemischte, auseinanderklaffende Reviews. Einerseits gab es viel Lob für die markante und abwechslungsreiche Optik, andererseits wurde das Spiel beispielsweise für die simplen Kampfanimationen und die begrenzte Komplexität des Kampfgeschehens kritisiert. Bei der Einzelspielerkampagne wurde die Linearität bemängelt, beim Multiplayerspiel das instabile Accountsystem und die instabilen Netzwerkverbindungen, welche jedoch mit späteren Patches verbessert wurden. Eine weitere Quelle von Kritik sind lange Ladezeiten und deren Ladebildschirme. Game-Revolution vermerkten in ihrem Review „[…] die Ladezeiten sind absurd – der standardmäßige Ladebildschirm hat einen eigenen, vorgestellten Ladebildschirm, für das Meta-Laden“. Auch zeigen die Heldenduelle, eine der herausragenden Eigenschaften, häufig sich gleichende Abläufe.
Trotz der Kritik wurde das Spiel jedoch zumeist positiv aufgenommen und erreichte einen Metascore Wert von 73 bei Metacritic und 74 % bei GameRankings mit über 80 % der Reviews besser als 70 %.

## Roman
- Anthony Reynolds: Mark of Chaos. Black Library, Nottingham 2006, ISBN 1-84416-396-2.